# عصوية بحرية
العصوية البحرية هي بكتيريا تستخدم كلقاح للتربة في الزراعة والبستنة.